# Referatmarkör
En referatmarkör är en teknik för att i skrift - eller tal - ange en källa och påminna läsaren om att det skrivna - eller sagda - har en extern källa och inte är skribentens - eller talarens - tankar, eller åsikter. Referatmarkören består vanligtvis av ett sägeverb, d.v.s. ett verb av typen säger, skriver, påstår, hävdar, menar, tycker, yttrar, bedyrar, insinuerar, etc. - följt (eller föregånget) av källans namn. Vid första hänvisningen anges vanligen förnamn och efternamn, men efternamn är allra nödvändigast. Om det är relevant kan också titel anges. Efterföljande hänvisningar till samma källa varieras, så att efternamn alterneras med titel, eller ett pronomen.
Efter (eller före) referatmarkören infogas ett referat eller citat från den källa referatmarkören anger.
I vetenskapliga texter, bör referatmarkören kompletteras med en källhänvisning enligt anvisat referenssystem.

## Exempel
- Hasse Hårre säger vidare…
- Hasse Hårre menar…
- Hasse Hårre påstår…
- Hasse Hårre pekar på…
- Artikelförfattaren tycker…